# 여각
여각(旅閣)은 객주와 본질적으로 같은 성질의 것이나 자본이 객주보다 조금 많은 것이다. 저가(邸家)라고도 한다.

## 개설
여각이란 연안의 각 포(浦)에 존재하며 곡물·어염(魚鹽)·해패류(海貝類) 등의 위탁판매 또는 매입을 업으로 삼고 대개 큰 창고를 보유하고 있다. 여각은 여관업도 겸하였던 것으로 관헌과 권력가의 세력을 이용하여 자기의 거래 지방에서 오는 화객(華客)을 거의 강제적으로 숙박시키고 규정된 수수료를 받았다.
연안의 여각은 당초 각 포에 숙박하는 선객주가 발전한 것으로서 풍부한 자금을 보유하며, 널리 상품을 취급 거래하는 대상급(大商級)에 속하였다.

## 같이 보기
- 객주
- 도고